# تاريخ المدارس في إسكتلندا

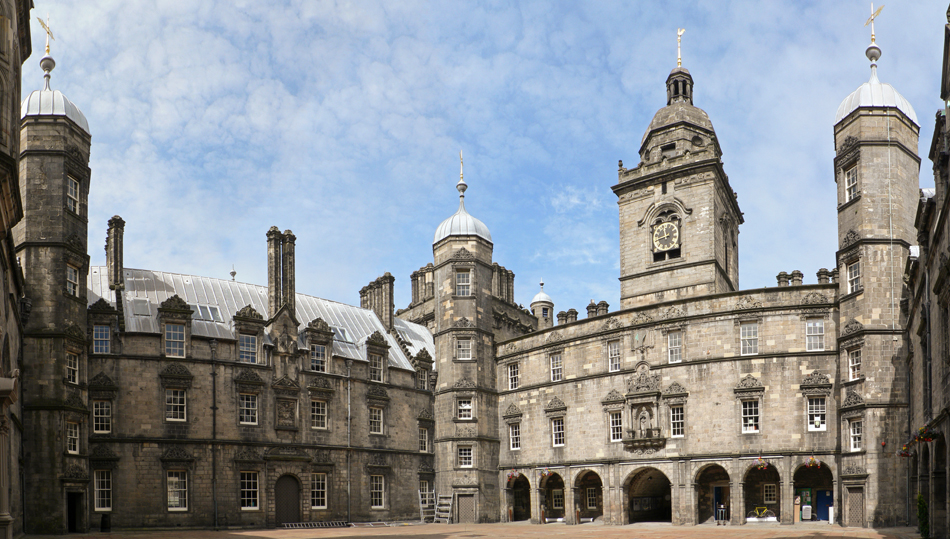

يشمل تاريخ المدارس في اسكتلندا تطوير كل المدارس كمؤسسات وأبنية، منذ بدايات العصور الوسطى إلى يومنا هذا. كان يوجد في بدايات العصور الوسطى ما يُسمى بمدارس البارديك (نظم وقراءة الشعر)، التي دربت الأفراد على الفنون الموسيقية والشعرية. عملت الأديرة كمراكز للمعرفة والتعليم، وغالبًا ما كانت تدير المدارس. في العصور الوسطى العليا، ظهرت مصادر جديدة للتعليم من ضمنها مدارس الكورال والقواعد المخصصة لتأهيل الكهنة. امتلكت مؤسسات نظام القديس بنديكت والأوغسطينية مدارس خيرية لتقديم الإحسان من خلال تعليم الصبية اليافعين، ممن يرغبون بدخول الكهنوت. فتحت بعض الأديرة أبوابها لتعليم أبناء النبلاء. بنهاية العصور الوسطى، كان يمكن إيجاد مدارس القواعد في كل البلدات الرئيسية ذات الحكم الذاتي وبعض البلدات الصغيرة. في المناطق الريفية كان هنالك مدارس بسيطة أو مدارس للقراءة، تُقدم تعليمًا ابتدائيًا. في بعض الحالات، تطور التعليم الخاص في عائلات اللوردات وأبناء البلدات الأثرياء ليصبح عبارة عن «مدارس منزلية». تعلّمت فتيات العوائل النبيلة في أديرة الراهبات وبنهاية القرن الخامس عشر امتلكت ادنبرة مدارس للفتيات أيضًا، كانت تُدعى أحيانًا «بمدارس الخياطة». هنالك دليل موثق لنحو 100 مدرسة من هذه الأنواع المختلفة قبل الإصلاح. ترافق هذا التركيز المتزايد على التعليم والمستلهم من النهضة الإنسانية مع إصدار قانون التعليم لعام 1496.
بعد أن أصبح حزب البروتستانت مهيمنًا في عام 1560، حدد كتاب الانضباط الأول خطة لتشكيل مدرسة في كل أبرشية، لكن ثبت أنه أمر مستحيل ماديًا. جرى الحفاظ على المدارس الموجودة في البلدات المستقلة، مع إصلاح مدارس الغناء وعدد من المؤسسات الجديدة لتصبح مدارس للقواعد أو مدارس أبرشية عادية. كان هنالك أيضًا عدد كبير من «مدارس المغامرة» الخاصة وغير الخاضعة للتنظيم. قُبلت الفتيات في مدارس الأبرشية فقط عندما لم يكن هناك عدد كافٍ من الصبية ليدفعوا معيشة ملائمة لأساتذة المدرسة. في صفوف المجتمع الأدنى، استفادت الفتيات من توسع نظام مدارس الأبرشية الذي حدث بعد حركة الإصلاح، لكن كُن أقل عددًا من الصبية وغالبًا ما تعلمن بشكل منفصل عنهم، ولوقت أقصر وعلى مستوى أقل. ألزمت القوانين في أعوام 1616، و1633، و1646، و1696 مالكي الأراضي المحليين بتوفير دار للتعليم والدفع لمعلم مدرسة، المعروف في اسكتلندا باسم دوميني - Dominie، في حين يشرف الكهنة وأعضاء الكنيسة المشيخية على جودة التعليم. في أواخر القرن السابع عشر كان هناك شبكة كبيرة مكتملة من مدارس الأبرشية في الأراضي المنخفضة، لكن كان التعليم الأساسي في الأراضي المرتفعة غير متوفرًا في العديد من المناطق.
في القرن الثامن عشر، أدى الرخاء الناجم عن الثورة الزراعية إلى خطة تشمل إعادة بناء المدارس بشكل موسع. كان يجري تعليم العديد من الفتيات الأكثر فقرًا في مدارس السيدات، المنظمة بشكل غير رسمي من قِبل أرملة أو عانس، يجري فيها تعليم القراءة والخياطة والطبخ. كانت معدلات محو الأمية أقل في الأراضي المرتفعة بالمقارنة مع المجتمع الريفي للأراضي المنخفضة، ورغم هذه الجهود ظلت الأمية سائدة في القرن التاسع عشر. مع التحضر ونمو عدد السكان، أسست الكنيسة الاسكتلندية 214 «مدرسة تابعة لمجلسها» بحلول عام 1865. كان هنالك أيضًا 120 «مدرسة دورية»، تأسست بشكل رئيسي من قِبل مجالس الكنيسة الاسكتلندية في البلدات وكان هدفها تعليم أولاد الفقراء. جزّأ اضطراب عام 1843 -الذي خلق فصيل (طائفة) كنيسة اسكتلندا الحرة- نظام مدارس الكنيسة الاسكتلندية. بحلول شهر مايو عام 1847، زُعم أنه تم بناء 500 مدرسة، بالإضافة إلى مدرستين لتأهيل المعلمين ومدرسة لتأهيل القساوسة. أدى نزوح عدد كبير من المهاجرين الإيرلنديين في القرن التاسع عشر إلى تأسيس المدارس الكاثوليكية. كان هنالك محاولات لاستكمال نظام الأبرشية، من خلال مدارس الأحد والمدارس التبشيرية ومدارس الفقراء ودور الكتاب المقدس وصفوف الإصلاح (التنمية). حاولت حركة مدارس الفقراء تقديم تعليم مجاني للأولاد المعدمين. كان آندرو بيل رائدًا في مجال النظام التبادلي، الذي تطور ليصبح نظام تأهيل تلميذ-أستاذ (يقوم التلميذ الكفء (الجدير) بمساعدة المعلم لإيصال المعلومات التي تعلمها إلى تلاميذ آخرين). على العكس من ذلك، دعا دايفد ستو، إلى «طريقة غلاسكو»، التي تمحورت حول معلمين بالغين مؤهلين. كان يُعرف عن أساتذة المدارس الاسكتلنديين بأنهم صارمون وباستخدامهم أداة ضرب لعقاب الطلاب تشبه حزامًا جلديًا مع شق في نهايتها.
أحدث قانون التعليم (اسكتلندا) لعام 1872 نحو 1000 مجلس تعليمي محلي، والذي استولى في الحال على مدارس الكنيسة الاسكتلندية القديمة والجديدة. أدى التركيز على النجاح من خلال عدد محدد من الامتحانات إلى التعلم من خلال الحفظ كما أدى نظام المراقبة والتدقيق إلى حشو رأس حتى أضعف الطلاب بالمعلومات. قدم قانون التعليم لعام 1918 مبدأ التعليم الثانوي المجاني الشامل. أصبحت معظم التقسيمات المتقدمة للمدارس الابتدائية عبارة عن ثانويات إعدادية (تعليم متوسط)، بينما أصبحت الأكاديميات القديمة ومدارس التعليم العالي عبارة عن ثانويات عليا. استمرت أعداد متزايدة بتلقي التعليم لِما بعد التعليم الإعدادي ورُفع سن الإتمام (انتهاء التعليم المدرسي) في النهاية إلى السادسة عشرة عام 1973. كنتيجة، كان التعليم الثانوي هو المجال الرئيسي الذي حدث فيه النمو، خصوصًا بالنسبة للفتيات. طُوّرت شروط جديدة لتتلاءم مع التطلعات المتغيرة. في ثمانينيات القرن العشرين، عُدّل المنهاج ليأخذ بالحسبان نطاقًا واسعًا من القدرات. اختفت الاختلافات الجندرية وتمكنت الفتيات من تحصيل الصبية في مجال التعليم في أوائل ثمانينيات القرن العشرين.

## القرن العشرين

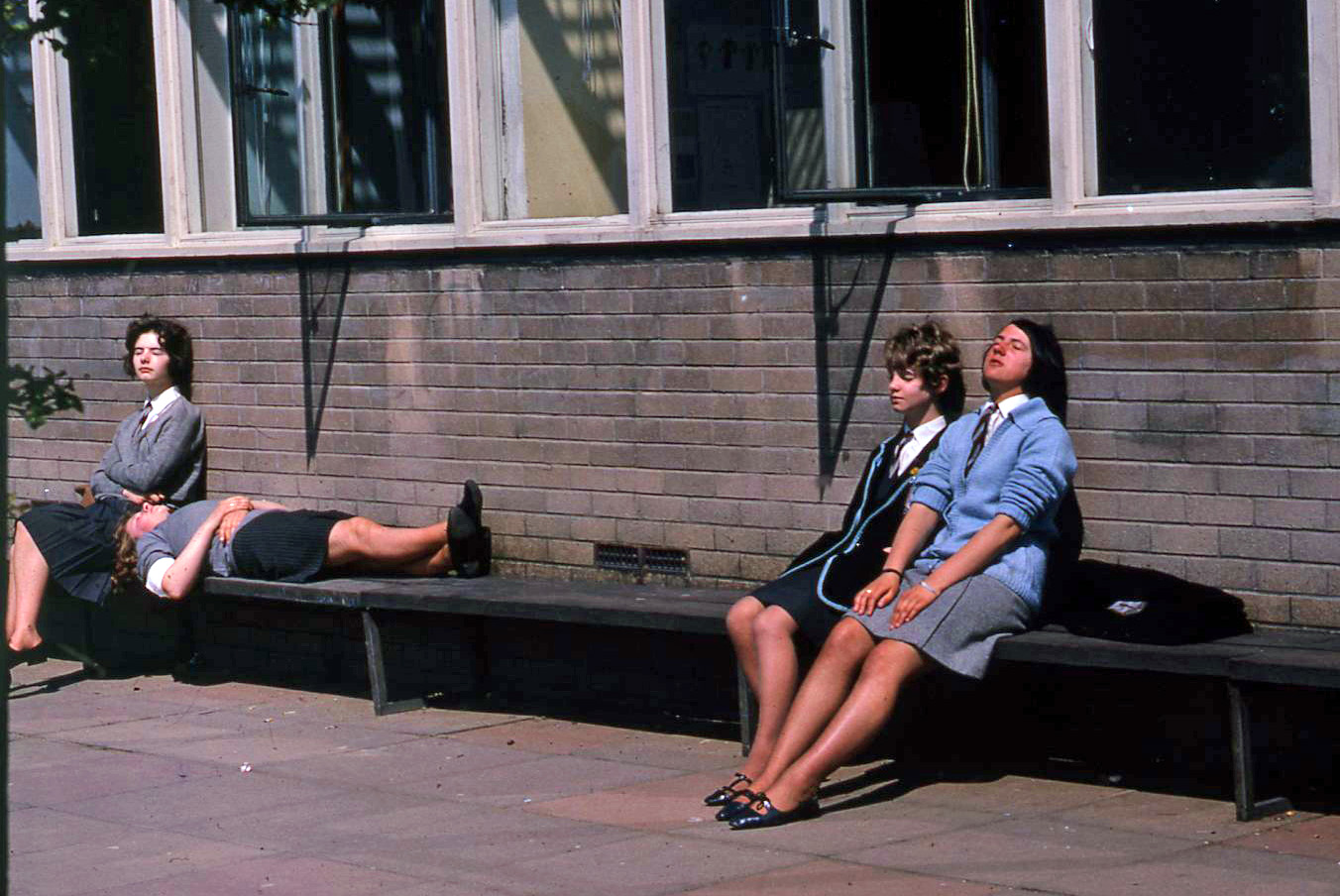
Cranhill Secondary School, Glasgow, 1967 - Flickr - PhillipC

### أوائل القرن العشرين
قدّمَ قانون التعليم لعام 1918 مبدأ التعليم الثانوي المجاني الشامل، لكن- بسبب الأزمة المالية ومعارضة وزارة التعليم الاسكتلندية- استغرق تطبيقه عقدين من الزمن تقريبًا. أصبحت معظم التقسيمات المتقدمة للمدارس الابتدائية عبارة عن ثانويات إعدادية، يتلقى فيها الطلاب تعليمًا ذا توجه مهني حتى عمر الرابعة عشرة. أصبحت الأكاديميات القديمة والصفوف المدرسية الأعلى عبارة عن ثانويات عليا، تُقدم تعليم أكاديمي أكثر، وتُقدم للطلاب شهادة تخرج، تُعتبر بمثابة مؤهل للقبول الجامعي. كان الاختيار بين نوعي المدارس يُحدد بعمر الثانية عشرة عن طريق اختبار ذكاء، يُدعى «امتحان التأهيل». أدمج قانون عام 1918 المدارس الأسقفية والرومانية الكاثوليكية مع مدارس الدولة. لكن، وفي حين تماهت أغلب المدارس الأسقفية خلال عمليات الاندماج المحلي، احتفظت المدارس الكاثوليكية - التي كان عددها 244، مع 94,000 تلميذ عام 1918- بشخصيتها الدينية المتميزة، وتلقي التعليم من قِبل الكهنة واشتراط أن يحظى طاقم المدرسة بقبول الكنيسة. أدت هذه الحركة لاعتراضات طال أمدها من بعض البروتستانت الذين تذمروا بشأن تمويل الدولة للمدارس الكاثوليكية من رسوم الدراسة. استبدل القانون أيضًا بمجالس المدرسة نحو 38 هيئة تعليمية متخصصة محلية، اختيرت عن طريق شكل من أشكال التمثيل النسبي بهدف حماية حقوق الأقلية الكاثوليكية. أُدمجت ضمن الحكومة المحلية عام 1929. بين الحربين، كان بناء مدارس جديدة مرتبطًا بشكل أساسي بنمو الضواحي. كان المجال أقل تقييدًا ومالت الأساليب لتكون أبسط مع بعض تجارب الحركة الحداثية.
على عكس قانون التعليم لعام 1944 في إنجلترا وويلز، الذي اعتمد النظام الثلاثي، كان قانون التعليم لعام 1945 عبارة عن إجراء توحيدي (دمج)، لأن التعليم الثانوي الشامل كان قائمًا أساسًا لعقد من الزمن. لم يُصدق على خطط رفع سن الإتمام في المدارس لعمر 15 في أربعينيات القرن العشرين أبدًا، لكن استمرت الأعداد المتزايدة بتلقي التعليم لما بعد التعليم الإعدادي ورُفع السن في النهاية للسادسة عشرة عام 1973. كنتيجة، كان التعليم الثانوي المجال الرئيسي الذي حدث فيه النمو، خصوصًا بالنسبة للفتيات، اللاتي كُن متفرغات للدراسة بأعداد متزايدة خلال القرن. اقترح تقرير عام 1947 الخاص بالتعليم الثانوي المُقدم من قِبل مجلس التعليم الاستشاري، الذي أسسه وزير العمل توم جونستون، إنهاء الاختيار و - على الرغم من رفضه من قِبل حكومات العمل والحكومات المحافظة، أصبح نقطة مرجعية للإصلاح.